# الشباب (فلم)
الشباب (بالصومالية: Dhalinyaro) فيلم دراما جيبوتي من إخراج لولا علي إسماعيل سنة 2018، حيث أصبحت أول مخرجة أفلام جيبوتية. يعتبر أول فيلم روائي طويل في تاريخ السينما الجيبوتية، عُرض لأول مرة في يوليو 2017.
يتتبع الفيلم قصة ثلاث شابات من خلفيات اجتماعية واقتصادية مختلفة. تم دعمه من قبل المنظمة الدولية للفرانكوفونية، وتم إنتاجه بشكل مشترك في كندا والصومال وفرنسا وجيبوتي. تم تصويره بالكامل في جيبوتي. حصل الفيلم على إشادة من النقاد وفاز بالعديد من الجوائز في المهرجانات السينمائية الدولية.

## القصة
يُصوّر الفيلم يوميات ثلاث الفتيات: أسماء، وهي شابة متوفقة بالدراسة وتحلم بالذهاب إلى كلية الطب وتنحدر من عائلة فقيرة. وهيبو، الفتاة الليبرالية والمدللة، وهي من عائلة ثرية. وديقا التي تجد نفسها ممزقة بين تحقيق طموحات والدتها المطلقة لإعطائها حياة أفضل بالذهاب إلى الجامعة في فرنسا، ورغبتها الخاصة بالدراسة والنجاح في بلدها.

## روابط خارجية
- الشباب على موقع IMDb (الإنجليزية)
- الشباب على موقع ألو سيني (الفرنسية)
- الشباب على موقع قاعدة بيانات الفيلم (الإنجليزية)
- الشباب على موقع ليتربوكسد (الإنجليزية)
- الشباب على موقع كينوبويسك (الروسية)